# Скопцов, Иван Алексеевич
Иван Алексеевич Скопцов (29 сентября 1898, Селиваново, Московский округ — 24 ноября 1944, Польша) — советский партийный и государственный деятель, участник Гражданской войны в России и Великой Отечественной войны, майор.

## Биография
Родился 29 сентября 1898 г. в д. Селиваново Дмитровского уезда Московской губернии Российской империи (ныне Московской области) в семье русского рабочего-серебряника. После окончания сельской школы в с. Турбичево Дмитровского уезда в 1910 году стал учеником ювелирной мастерской Райского, с декабря 1914 г. ювелирной фабрики золотых и серебряных изделий Фаберже в Москве. С января по декабрь 1917 г. рядовой 3-го саперного полка царской армии. С декабря 1917 г. крестьянин в своем хозяйстве в родной деревне. С мая 1918 г. в Рабоче-крестьянской Красной армии: красноармеец 24-го железнодорожного батальона по охране путей сообщения. С января 1922 г. безработный на бирже труда в Москве. С апреля 1922 г. паяльщик завода акционерного общества «Прометей» концессионера Зайчика. С декабре 1923 г. безработный на бирже труда в Москве. С сентября 1924 г. паяльщик кустарной мастерской «Этерн» Голубовского. С июня 1925 г. безработный на бирже труда. С апреля 1926 г. паяльщик, с октябре 1928 г. заведующий отделом экономии труда Московского платинового завода. С декабря 1927 г. кандидат, а с сентября 1928 г. член ВКП(б). В 1932 году закончил 1,5 курса техникума по труду при ВСНХ в Москве. С сентября 1932 г. заместитель директора Московского государственного завода точных испытательных приборов. С сентября 1933 г. директор совхоза «Победа» Верейского района Московской области. С декабря 1934 г. заведующий тарифно-экономическим сектором Московского завода «Тизприбор» Всесоюзного треста точной индустрии «ВОТИ». С сентября 1936 г. заместитель секретаря, с сентября 1937 г. секретарь партийной комиссии Московского авиационного завода № 230 Народного комиссариата авиационной промышленности СССР. С июня 1938 г. третий секретарь, с декабря 1938 г. по май 1939 г. второй секретарь Приморского обкома ВКП(б). С мая 1939 г. начальник переселенческого отдела Приморского краевого исполнительного комитета. Делегат XVIII съезда ВКП(б), который проходил в Москве 10-21 марта 1939 г. Освобожден от работы по личной просьбе.
С началом Великой Отечественной войны по партийной мобилизации ЦК ВКП(б) в Красной армии. С ноября 1941 г. служил в 91-м Укрепленном районе Северо-Западного фронта, в 251-м танковом полку. В 1944 г. заместитель командира по тылу 17-й мото-инженерной бригады противотанкового дивизиона 1-й гвардейской танковой армии. Умер от ран 24 ноября 1944 г. Похоронен на городском кладбище в г. Любартув (Lubartow) в Люблинском воеводстве в Польше.

## Воинские звания
Майор